# Dom Izby Rzemieślniczej w Krakowie
Dom Izby Rzemieślniczej – zabytkowa kamienica znajdująca się w Krakowie, w dzielnicy I przy ulicy św. Anny 9, na rogu z ulicą Jagiellońską 13, na Starym Mieście.

## Historia
W XIV wieku na miejscu obecnego budynku została wzniesiona gotycka kamienica. W 1623 znajdowała się w niej drukarnia Franciszka Cezarego, a w latach 1734–1754 drukarnia akademicka. W XIX wieku budynek został zaadaptowany na hotel "Victoria". Na początku XX wieku został wyburzony. Na jego miejscu wzniesiono w 1908 secesyjną kamienicę dla Towarzystwa dla Kredytu Hipotecznego i Osobliwego. Autorem projektu budynku był architekt Rajmund Meus. W portalu umieszczono masywną bramę wejściową, ozdobioną witrażem zaprojektowanym przez Henryka Uziembłę. W późniejszych latach gmach został przejęty przez Izbę Rzemieślniczą. 
1 lipca 1985 kamienica została wpisana do rejestru zabytków. Znajduje się także w gminnej ewidencji zabytków.

## Witraże Henryka Uziembły w budynku

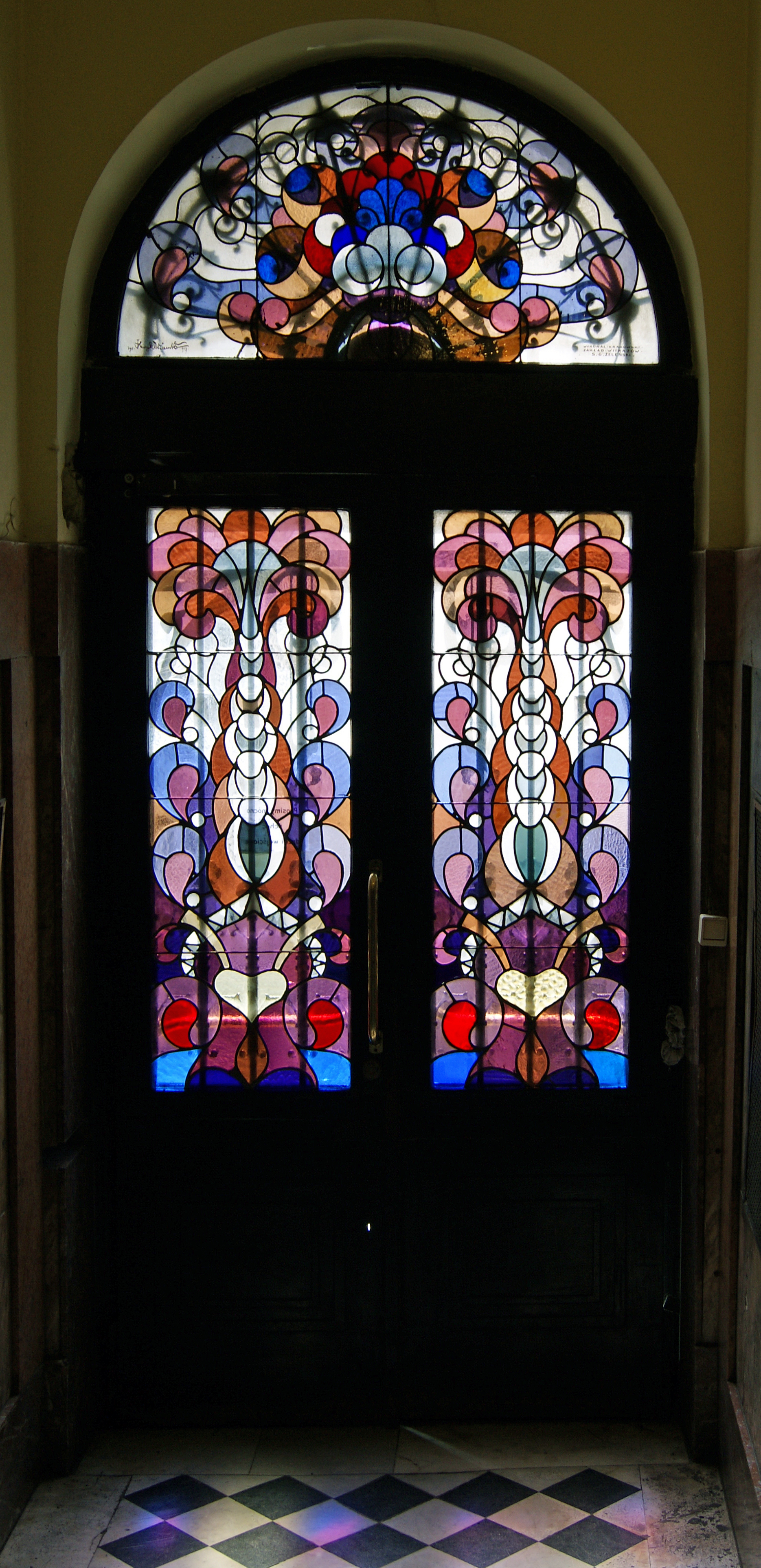
Witraż w drzwiach frontowych.
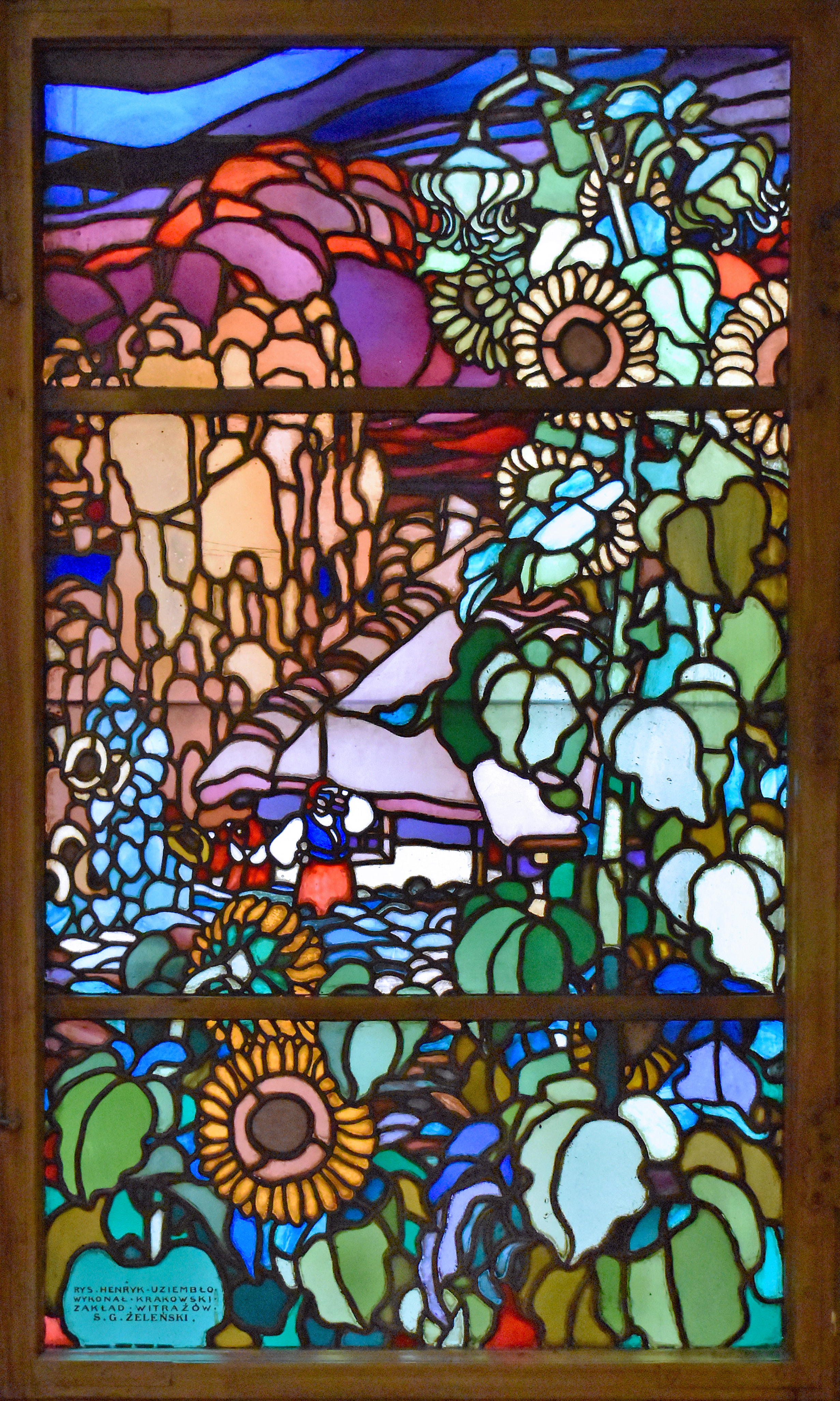
”Wiejski ogródek” I piętro.
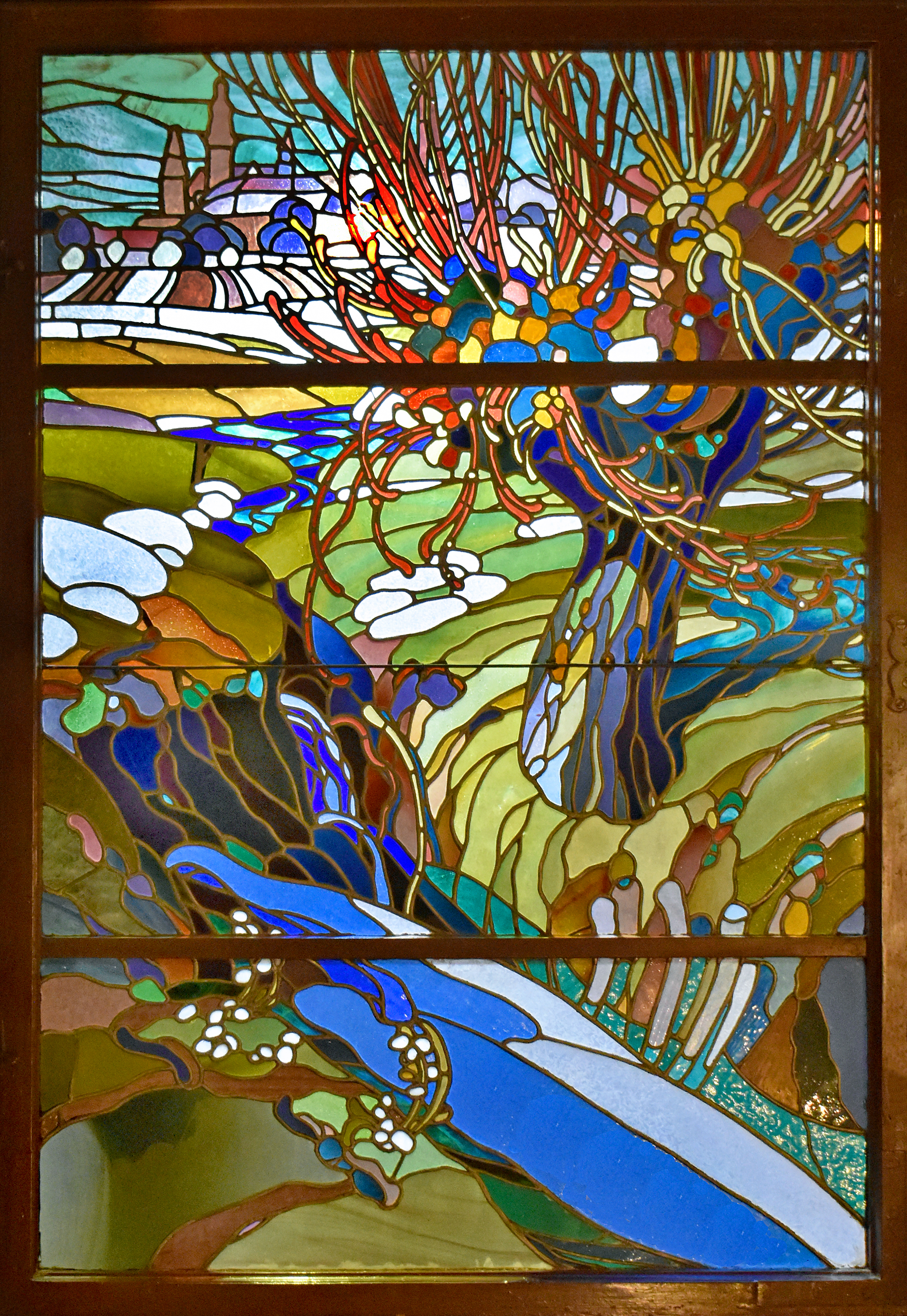
”Wierzba” II piętro.